# Минневаска (тауншип, Миннесота)
Минневаска (англ. Minnewaska) — тауншип в округе Поп, Миннесота, США. На 2000 год его население составило 504 человека.

## География
По данным Бюро переписи населения США площадь тауншипа составляет 65,8 км², из которых 33,2 км² занимает суша, а 32,6 км² — вода (49,57 %).

## Демография
По данным переписи населения 2000 года здесь находились 504 человека, 202 домохозяйства и 160 семей.  Плотность населения —  15,2 чел./км².  На территории тауншипа расположено 356 построек со средней плотностью 10,7 построек на один квадратный километр. Расовый состав населения: 99,01 % белых, 0,60 % азиатов и 0,40 % приходится на две или более других рас.
Из 202 домохозяйств в 30,2 % воспитывались дети до 18 лет, в 73,3 % проживали супружеские пары, в 5,4 % проживали незамужние женщины и в 20,3 % домохозяйств проживали несемейные люди. 17,8 % домохозяйств состояли из одного человека, при том 8,4 % из — одиноких пожилых людей старше 65 лет. Средний размер домохозяйства — 2,50, а семьи — 2,83 человека.
23,4 % населения — младше 18 лет, 6,3 % — в возрасте от 18 до 24 лет, 20,2 % — от 25 до 44, 31,0 % — от 45 до 64, и 19,0 % — старше 65 лет. Средний возраст — 45 лет. На каждые 100 женщин приходилось 118,2 мужчин.  На каждые 100 женщин старше 18 приходилось 106,4 мужчин.
Средний годовой доход домохозяйства составлял 38 000 долларов, а средний годовой доход семьи —  47 500 долларов. Средний доход мужчин —  30 357  долларов, в то время как у женщин — 22 500. Доход на душу населения составил 19 838 долларов. За чертой бедности находились 6,4 % семей и 7,1 % всего населения тауншипа, из которых 7,4 % младше 18 и 13,1 % старше 65 лет.